# チャンピオンズ・オン・アイス
チャンピオンズ・オン・アイス（Champions on Ice）は、北米を拠点に行われたフィギュアスケートのアイスショー。

## 概要

### 歴史
1969年、トム・コリンズと世界フィギュアスケート選手権のメダリストが中心となり、"Tour of World Figure Skating Champions"としてツアー化された。国際スケート連盟の協力もあり、当初はアマチュアスケーターを中心に北米を中心にツアーを興行していたが、1990年からプロも加えたツアーとなり、2006年以降は欧州公演を実施したり、『チャンピオンズ・オン・アイス　JAPANツアー』として2006年のトリノオリンピック金メダリスト荒川静香を中心キャストに据え日本でも公演を行っていた。
1998年に名称を現在のチャンピオンズ・オン・アイスと改め、年に100を超える公演を行うようになったがその後人気は低迷。2005年には年に20回余りの公演しか行えない状況となっていた。フィギュアスケート人気の低迷、現役選手のショーツアー参加のための長時間の拘束による参加選手の成績不振による敬遠等、様々な複雑な背景事情もある中で経営難がささやかれる中、2006年11月よりアメリカの大手エンターテインメント会社のアンシュッツ・エンターテイメント・グループ（AEG）が経営権を取得したものの建て直しはならず、2007年12月に経営破綻。

### 主なツアー参加者
- ミシェル・クワン
- サーシャ・コーエン
- イリーナ・スルツカヤ
- スルヤ・ボナリー
- エフゲニー・プルシェンコ
- 荒川静香
- 井上怜奈 & ジョン・ボルドウィン
- ティモシー・ゲーブル
- ジョニー・ウィアー
- 村主章枝
- エヴァン・ライサチェク
- ヴィクトール・ペトレンコ
- ステファン・ランビエール
- フィリップ・キャンデロロ
- エルヴィス・ストイコ
- ニコール・ボベック